# Rentenmarkt
Der Rentenmarkt (auch Obligationenmarkt, Anleihenmarkt oder Bondmarkt genannt, englisch Bond market) ist ein Marktsegment des Kapitalmarktes, auf dem Anleihen und Teilschuldverschreibungen, die so genannten Rentenpapiere, gehandelt werden. Komplementärbegriff ist der Aktienmarkt.

## Wortherkunft und frühe Verwendung
Die Komposition Rentenmarkt beinhaltet als Bestimmungswort den veralteten Wortbestandteil aus „Rentenpapier“.
Das Wort ist in der Form „Rente“ erstmals im Jahre 1340 für die deutsche Sprache bezeugt. Es wird gewöhnlich vom altfranzösischen Substantiv „rente“ („Ertrag“) hergeleitet, welches auf das Verb rendre zurückgeht und über vulgärlateinisch rendere vom lateinischen Verb reddere (=zurückgeben) abstammt. Man vergleiche dazu auch die Herkunft des Begriffes Rendite.
Das Wort Rente wurde im Deutschen zunächst für den – regelmäßig zahlbaren – Zins benutzt, so dass ein Rentenpapier ein „Zinspapier“ darstellte. Das Wort Anleihe als Synonym für Schuldverschreibung tauchte erstmals am 16. September 1789 auf einem Plakat für Geldaufnahmen der Herzogtümer Schleswig und Holstein auf. Es leitet sich aus dem althochdeutschen analёhan (um 800) ab, das im Deutschen für ein Darlehen (lateinisch mutuum) benutzt wurde.
Das Wort Schuldverschreibung tauchte erstmals 1585 in einem Urkundenbuch des Landes Dithmarschen auf („Fürstliches Mandat betreffend Schuld- und Pfandverschreibungen und wucherliche Contracte“), wonach eine Schuldverschreibung unter Anwesenheit von Schreibern und Zeugen protokolliert sein musste. Der Romanist Matthias Kramer übersetzte das deutsche Wort Schuldverschreibung 1679 ins Italienische (italienisch prestito obbligazionario), der Sprachwissenschaftler Kaspar von Stieler führte 1691 den Begriff unter dem Stichwort „Verschreiben“ auf. Der Sprachforscher Johann Leonhard Frisch erklärte 1741 die Schuldverschreibung damit, dass der Schuldner einem anderen seine Güter verschreibe, an die sich der Gläubiger halten könne. Das Allgemeine preußische Landrecht erhob das Wort Schuldverschreibung im Juni 1794 zum Rechtsbegriff.

## Allgemeines
Die Finanzmärkte werden in Geld- und Kapitalmarkt eingeteilt. Der Kapitalmarkt wiederum setzt sich aus den Marktsegmenten Aktien- und Rentenmarkt zusammen. Wie bei allen Märkten gibt es auch auf dem Rentenmarkt Handelsobjekte und Marktteilnehmer, die Marktdaten zur Herstellung der Markttransparenz im Rahmen der Marktanalyse auswerten und die künftige Marktentwicklung beobachten. Sie zeigen ein bestimmtes Marktverhalten, das durch Angebot und Nachfrage zum Ausdruck kommt. Trends auf den Rentenmärkten werden mit Hilfe der Trendanalyse ausgewertet. Kernstück der Rentenmärkte sind die Wertpapierbörsen.
Der Schuldner (Emittent) erhält am Primärmarkt (englisch primary market) von den Gläubigern, im Austausch gegen verbriefte Schuldverschreibungen (englisch bonds), befristet Kapital. Dieses Kapital stellt aus Schuldnersicht Fremdkapital dar. Die emittierten Papiere können im Sekundärmarkt (englisch secondary market) weiterverkauft werden. Die Handelsvolumen von Anleihen auf dem internationalen Rentenmarkt sind im nominalen Vergleich zum Aktienmarkt deutlich höher. Gründe hierfür sind, dass auf den Rentenmärkten Staatsanleihen gehandelt werden und bei Unternehmen die Fremdkapitalquote (in der die Unternehmensanleihen enthalten sind) bei 70 % bis 80 % liegt.

## Geschichte
Der Rentenmarkt ist so alt wie die Schuldverschreibung. Diese kam im Mittelalter als „Rentenbrief“ (französisch brevet de rente) auf, als Städte hiermit ihre Schulden finanzierten. Die Geschäfte wurden allerdings zwischen Einzelpersonen und noch nicht an Märkten abgewickelt. Rentenpapiere dienten seit der Frühen Neuzeit zwei Funktionen: neben der langfristigen Refinanzierung zusätzlich der Beschaffung von Kapital mit kurzen Rückzahlungsfristen für Staaten und Handel. Durch die kurzfristige Nachfrage ausgelöste saisonale Schwankungen der Bondmärkte resultieren wahrscheinlich aus Unterentwicklung des Geldmarkts.
Vorläufer der heutigen Staatsanleihen waren die mittelalterlichen Kriegsanleihen (italienisch „Prestiti“ oder „Prestanze“, „Darlehen“) in Venedig oder Florenz. In Venedig nahm der Doge Vitale Michiel II. im Jahre 1156 Kredit von seinen venezianischen Bürgern zu 4 % auf – die erste Frühform der Staatsanleihe auf einem Rentenmarkt. In Florenz führte Philipp Tuskhan mit 2 Brüdern seit 1287 das hiesige Leihhaus (italienisch „casanam prestiti“). Es handelte sich um verzinsliche Zwangsanleihen der Klein- und Stadtstaaten Norditaliens, die häufig nicht zurückgezahlt wurden. Im englischen Binnenhandel benutzte man seit dem ausgehenden 12. Jahrhundert dem Inhaber-Schuldschein ähnliche übertragbare Papiere (lateinisch littera obligatoria, auch bekannt als lateinisch scripta obligatoria oder französisch escript obligatoire). Sie gelten als Vorläufer der modernen Schuldverschreibung. Edward III. von England benötigte im November 1338 Geld für den Hundertjährigen Krieg mit Frankreich, das ihm unter anderem der Bankier Bonifacio di Tommaso der Peruzzi lieh, aber nicht mehr zurückerhielt.
Die Stadt Ulm verpfändete durch einen Pfandbrief im Jahre 1378 ihre Einnahmen aus Stadttor-Zöllen von 1.800 Gulden an einen Juden, von dem sie Geld geliehen hatte. Neben der Verpfändung von Einnahmen kam es auch zur Beleihung von Vermögen. So verpfändeten in Österreich die Herzöge Albrecht und Leopold ihr Schloss Hainburg im Jahre 1379 an Johann von Lichtenstein, worüber im November 1388 ein Pfandbrief ausgestellt wurde. Um 1400 hatte sich in Deutschland neben dem Pfandbrief die Schuldverschreibung herausgebildet, in welcher die geschuldete Summe und der Zins und – für den Fall des Zahlungsverzugs – ein Immissionsrecht (Pfandrecht) festgelegt waren. Eine Laufzeit oder Fälligkeit war meist nicht vorgesehen, es handelte sich ebenfalls um ewige Renten. Die Stadt Köln begab seit 1416 von der Stadt ablösbare Leibrenten.
Der spanische König Karl V. unterzeichnete am 12. April 1519 eine für Anton Fugger ausgestellte Schuldverschreibung. Die Antwerpener Börse begann 1532 mit einem geregelten Handel von Anleihen, worunter sich niederländische Hofbriefe (Staatsanleihen), Privat-Obligationen der niederländischen Staatsbeamten und Magnaten (für Rechnung der Regierung), Obligationen der niederländischen Provinzialstände, Stadtobligationen, Rentmeisterbriefe und Obligationen der englischen Krone und des Königs von Portugal befanden. Zuvor hatte die Stadt Antwerpen am 29. Januar 1512 eine Stadtanleihe bei Antwerpener Kaufleuten aufgenommen. Ein kaiserliches Mandat stellte 1537 die Inhaber-Obligation dem Wechsel gleich. Im Jahre 1568 finanzierte Philipp II. den Achtzigjährigen Krieg der Niederlande gegen Spanien mit einer Staatsanleihe von 3 Millionen Gulden. Die Bank of England hat ihre Gründung im Juli 1694 einer englischen Staatsanleihe durch Wilhelm III. zum Zinssatz von 8 % zu verdanken. Im Jahre 1751 folgte mit dem englischen „Consols bond“ die erste Staatsanleihe auf Grundlage der ewigen Rente. Hierbei verpflichtete sich der Staat nur zur Zahlung des Zinses („Rente“) und übernahm keine Rückzahlungsverpflichtung, er räumte sich allenfalls ein Tilgungsrecht ein. Die gleichbleibenden und immer fortdauernden Zinszahlungen haben ihr auf dem Rentenmarkt den Namen „ewige Rente“ eingebracht. Diese Form war nur für Staatspapiere zulässig.
Außer in Antwerpen handelten die bereits bestehenden Börsen (Amsterdamer Börse gegründet 1611, Königsberg 1613, Lübeck 1614, Frankfurt am Main 1615 oder Leipzig 1635) ausschließlich mit Wechseln und Sorten. Erst um 1830 gelangten in der Börse Frankfurt auch Anleihen auf den Kurszettel, und zwar bayerische, österreichische, niederländische, neapolitanische und spanische Anleihen. Im Jahre 1854 notierte die Frankfurter Börse 81 Eisenbahnobligationen, 6 US-Bundesanleihen, 24 US-Staatenanleihen, 20 US-Stadtanleihen und 5 US-Anleihen von Counties. Die Investitionen der Gründerjahre brachten der Industrie neben Aktien um 1860 auch Unternehmensanleihen als Finanzinstrument, die über Börsen platziert wurden. Begünstigt durch die Bemühungen, die Verheerungen des Sezessionskriegs (1861–1865) zu beheben (Reconstruction), entwickelte sich in den USA ab den 1870er Jahren ein nationaler, durch Bankmonopole beherrschter, Kapitalmarkt. Auf diesem wurden neben Staatsobligationen vor allem Unternehmensanleihen von Eisenbahngesellschaften gehandelt. Allein 41 % der zwischen 1865 und 1914 an der London Stock Exchange gehandelten überseeischen Anleihen stammten von Eisenbahnen.
Auf den Rentenmärkten der Weimarer Republik kam es ab 1927 zu Verwerfungen aufgrund der strukturellen Schwäche der deutschen Volkswirtschaft und verfehlter Fiskalpolitik. Der Beginn der Weltwirtschaftskrise 1929 belastete vor allem die kurzfristigen Obligationsmärkte in Deutschland und den USA massiv. Die interventionistische Kapitalmarktpolitik der Nazidiktatur im Deutschen Reich von 1933 bis 1945 führte dazu, dass deutsche Staatsanleihen in diesem Zeitraum in Schweizer Franken an der Schweizer Börse gehandelt wurden. Nach der Annexion Österreichs kamen die Anleihen des zu diesem Zeitpunkt nicht existenten Alpenstaates hinzu. Die Rentenindices zeigten einen gegensätzlichen Verlauf und bildeten den Kriegsverlauf gegensätzlich ab. Deutsche Obligationen verloren im Schweizer Handel bei Kriegsausbruch (1. September 1939) 38,7 % und während der russischen Stalingradoffensive 6,5 % ihres Kurswertes. Die Konferenz von Jalta führte zu Verlusten von 34 %. Die österreichischen Wertpapiere verloren durch die Auflösung des Staates massiv, konnten sich jedoch ab 1943 vom Trend der deutschen Papiere lösen, weil Marktteilnehmer mit einer Wiedergründung Österreichs nach der Niederlage des Deutschen Reichs rechneten. Diese Anleihen profitierten also von den militärischen und politischen Ereignissen.
Das nach dem Zweiten Weltkrieg aufkommende Wirtschaftswunder belebte auch den deutschen Rentenmarkt, denn im Jahre 1960 notierten die deutschen Börsen über 260 verschiedene Industrieobligationen. Die weltweit zunehmende Staatsverschuldung führte auf den internationalen Rentenmärkten ab 1980 zur Dominanz der Staatsanleihen, so dass sich die Ratingagenturen im Jahre 1982 dazu entschlossen, die steigenden Länderrisiken mit einem Staatsrating zu bewerten. Im Juni 1991 entstand der deutsche Rentenindex REX, der die Marktentwicklung des Rentenmarkts in einer Indexzahl – deren Grundlage die Umlaufrendite bildet – für Bundesanleihen zusammenfasst. Exzessive Ausmaße erreichte die Staatsverschuldung zunächst ab März 1997 in Asien (Asienkrise), dann ab Mai 1998 während der Russlandkrise und schließlich ab April 2010 in Europa. Sie erhöhte damit die Finanzrisiken auf den Rentenmärkten und beschwor die Gefahr von Finanzkrisen herauf. Die Frankfurter Börse führte im April 2011 den „Entry Standard“ und im Oktober 2012 den „Prime Standard“ für Anleihen ein.

## Anleihearten
Die auf dem Rentenmarkt gehandelten Anleihen sind (nach der Art des Emittenten) Staatsanleihen, Kommunalobligationen, Kommunalanleihen, Pfandbriefe, Unternehmensanleihen, Schuldverschreibungen von öffentlich-rechtlichen Kreditinstituten und (zeitweise) Wandelanleihen und Optionsanleihen. Nach Währung unterscheidet man Anleihen in Inlandswährung (in der Eurozone Euro-Anleihen) und in Fremdwährung. Ein großer Teil der Anleihen wird auf dem Rentenmarkt außerbörslich zwischen den Emittenten und den institutionellen Großanlegern gehandelt.

## Marktteilnehmer und Marktdaten
Als Marktteilnehmer gibt es am Rentenmarkt Emittenten, Anleger (institutionelle Anleger oder Privatanleger), Kreditinstitute sowie Börsenhändler und Börsenmakler. Das Handelsmotiv dieser Marktteilnehmer kann Geldanlage, Dienstleistung (Kreditinstitute mit Wertpapierorders ihrer Kunden), Arbitrage oder Spekulation sein. Markttransparenz wird vor allem durch die Börsenkurse und die Veröffentlichungen durch Emittenten geschaffen. Die Marktmechanismen bewirken eine Kursbildung durch Angebot und Nachfrage, das durch die Marktteilnehmer zustande kommt. Typische Marktdaten sind neben dem Börsenkurs die Emissions- und die Umlaufrendite. Beide Renditen gelten als eine Art Marktzins, der oft als Referenzzinssatz genutzt wird.

## Marktstruktur
Die Struktur der Rentenmärkte ist stark segmentiert. Dies liegt an unterschiedlichen staatlichen Regelungen für (inter-)nationale, regionale und kommunale Märkte und der exakten Festlegung der Anleihebedingungen bei jeder Neuausgabe dieser Wertpapiere. Für zusätzliche Intransparenz sorgt, dass die meisten Papiere außerbörslich gehandelt werden. Mittels unendlich-dimensionaler stochastischer Modelle wird in der wissenschaftlichen Literatur versucht, die Struktur der Zinsraten zu analysieren. Der Unternehmensobligationshandel reagiert auf relevante Marktinformationen ebenso wie die Aktienmärkte. Es besteht eine kurzfristige Korrelation zwischen den Märkten bei Liquidität und Volatilität.
Die wichtigsten internationalen Rentenmärkte sind die für Staatsanleihen Deutschlands, Japans, Großbritanniens und der Vereinigten Staaten. Der globale Anleihenmarkt wuchs in den 1980er und 1990er Jahren durch die Expansion des Segments für Unternehmensanleihen stark an und betrug 2005 31 Billionen US-Dollar. Das entsprach 98 % des weltweiten Bruttoinlandsprodukts. Von den Papieren der Hauptmärkte abzugrenzen sind Papiere von – gemessen an der Wirtschaftsleistung – sehr kleinen Industriestaaten, Schwellenländern und Entwicklungsländern. Diese Staaten verschulden sich oft in Fremdwährungen und müssen teilweise deutlich höhere Zinsen bieten, um ihren Finanzbedarf decken zu können.
Die ASEAN-Staaten haben beispielsweise eine sehr unterschiedliche Marktstruktur. Während Singapur über einen globalisierten Rentenmarkt verfügt, haben die meisten anderen Mitglieder stark defizitäre Strukturen. Brunei verfügt über keinen eigenen Handelsplatz und ist gänzlich auf die Märkte anderer Staaten angewiesen. Die Rentenmärkte in sich entwickelnden Ländern reagieren zudem auf politische Ereignisse wie Präsidentschaftswahlen. Brasilien musste nach der Wahl von Luiz Inácio Lula da Silva 2002 Zinsaufschläge hinnehmen, weil die Händler eine Verschlechterung des wirtschaftlichen Umfelds erwarteten.

## Volkswirtschaftliche Bedeutung
Werner Sombart wies bereits im Jahre 1902 darauf hin, dass Rentenpapiere ein bedeutsames Finanzierungsinstrument für mittelalterliche Städte darstellten. Tatsächlich decken Rentenmärkte – zumindest teilweise – den Kapitalbedarf an Fremdkapital des Staates und der Unternehmen, weil Anleger die Anleihen als Gläubiger erwerben. Außerdem sorgen Rentenmärkte für die Verbreitung von Unternehmensdaten und durch die Ratings für die Unternehmensbewertung. Der Rentenmarkt übernimmt eine Ressourcenallokation, indem die Rendite Signale über das Gläubigerrisiko ausstrahlt und im Idealfall alle erhältlichen Informationen reflektiert. Der Rentenmarkt ermöglicht volkswirtschaftliches Wachstum, weil die Staats- und Unternehmensfinanzierung teilweise durch Anleger übernommen wird und diese Kapazitätserweiterungen durch Gründungs- oder Erweiterungsinvestitionen mitfinanzieren. Aktien- und Rentenmarkt übernehmen bei der Wachstumsfinanzierung komplementäre Funktionen.
Gemessen am Marktvolumen der umlaufenden Anleihen ist der deutsche Rentenmarkt der drittgrößte der Welt. Vor Deutschland liegt der US-Markt auf dem ersten und Japan auf dem zweiten Platz. Im zweiten Quartal 2016 erreichten die weltweiten Rentenmärkte – in jeweiliger Fremdwährung gemessen – ein Marktvolumen von 720,8 Mrd. (US-Dollar), gefolgt von 367 Mrd. (Euro), 46,7 Mrd. (Britisches Pfund), 19,1 Mrd. (Australischer Dollar) und 7,9 Mrd. (Yen). Das Marktvolumen (Nominalwerte) am deutschen Rentenmarkt belief sich im Jahre 2014 auf 3,1 Billionen Euro, während der Aktienmarkt ein Volumen von 1,5 Billionen Euro aufwies. Damit ist der Rentenmarkt doppelt so groß wie der Aktienmarkt.